# Светлана Караджова
Светлана Караджова е български общественик, журналист и публицист. Тя е представител на банатските българи в България и председател на тяхното дружество „Фалмис“.

## Биография
Светлана Иванова Караджова е родена на 18 септември 1973 г. в учителско семейство в с. Бърдарски геран, област Враца. Родното ѝ село е най-голямото от петте села, заселени от банатски българи – католици, завърнали се от Банат в България след Освобождението 1878 година. Родът Караджови, присъстващ в Банат от преди 1742 г., е с многобройни разклонения и в Румънски Банат и Сръбски Банат (Войводина).
Светлана завършва гимназия в гр. Бяла Слатина през 1991 г. и след това от 1991 до 1996 г. следва българска филология във Великотърновския университет. Там попада под влияние на преподавателя по български фолклор проф. Анчо Калоянов. Това формира възгледите ѝ и стремежът ѝ за популяризиране на историята на банатските българи.
От 1996 до 1998 г. е възпитател в Дома за деца и юноши в родното си село. През 1997 г. нейно есе печели конкурс на читалището в родното ѝ място. От януари 1998 г. започва издаването на вестник „ФАЛМИС – Uveć falim!“ – бюлетин за банатските българи, чийто главен редактор е до спирането му през 2003 г.
След смъртта на основателя на Дружеството на банатските българи в София Михаил Шипков през 1996 г., дружеството изпада в застой и през 1998 г. Светлана се опитва да му даде нов живот, но нейните амбиции са попарени от възрастните членове на дружеството. От април до септември 1999 г. е председател читалището в Бърдарски геран.
В течение на пет години, до есента на 2004 г., тя активно работи с отец Асен Генов от Католическата енория „Св. Йосиф“ в Бърдарски геран и монахините Винкентинки, на които помага в научаването на български език, с преводи хърватски – български и в работата им с децата. Работи за издаването на енорийския бюлетин „Жива вода“.
Още през 1999 г. по време на издаването на „ФАЛМИС – Uveć falim“ Светлана се среща с отец Петър Кьосов, който я насочва към важни за Католическата църква събития, лица и факти. Това ѝ помага по-късно за написване на публикациите във вестник „АБАГАР“, а и след това. Така журналистическата ѝ дейност е забелязана и достойно оценена от о.проф. Георги Елдъров. През септември 2004 г. той я привлича в издавания от него католически вестник „АБАГАР“. До есента на 2007 г. Светлана е редактор в Центъра „АБАГАР“ в София.
През юни 2007 г. Светлана създава личен блог, в който помества публикациите си, писани за „АБАГАР“. В блога се появяват новини за банатските българи, материали за историята им, за живота на техните села и всичко друго за Общността им в България.
През юли 2007 г. Светлана Караджова основава „Дружество на банатските българи в България“ със седалище София, в стремежа си да обедини всички банатски българи в страната. Тя е председател на Дружеството от основаването му. През 2008 г. заедно с Александър Живков създават сайт на Дружеството на банатските българи в България „Falmis“, а през следващата година – и сайт на село Бърдарски геран.
От януари 2008 г. до лятото на 2010 г. е гл. специалист „Връзки с обществеността“ в Община Бяла Слатина, където създава „Вестител“, първия новинарски общински сайт и установява връзка с живеещи в Румъния българи с произход от Бяла Слатина и околността.
През тези години активно работи и в обществения живот на Бърдарски геран – създава блог на Народно читалище „Съединение – 1923“, и др. От януари 2008 г. до ноември 2015 г. разработва и успешно защитава пред различни фондации няколко проекта на читалището и така допринася за подобрение на материалната база и разширяване на дейността му.
По нейна идея възстановеният от 2008 г. обичай „Фършанги“ прераства през 2011 г. в карнавален фестивал. През 2015 г. заедно с Александър Живков, създават сайт на фестивала предназначен да събира историята му, натрупаният снимков и видео материал, и да помага на местните производители да рекламират продукцията си.
През 2009-2013 г. Светлана Караджова организира кампания за събиране на информация за родовите корени на банатските българи. Събрани са 29 родови истории на банатски българи от България и Румъния оформени в тритомното издание „Родовата памет на банатските българи“. Книгите са представени в София (СУ „Св. Климент Охридски“), с. Бърдарски геран и с. Асеново.
През 2009 г. в София е създадена неправителствена организация за междурелигиозен диалог „Мостове“ и от създаването му Светлана Караджова е представителят на католиците в Управителния съвет на организацията. От 12 до 14 октомври 2012 г. Бърдарски геран приема като домакин международен младежки форум на организации за междурелигиозен диалог.
През 2011 г. Светлана Караджова печели местните избори и става кмет на Бърдарски геран за мандата 2011–2015 г. С това получава и възможността дейността ѝ по опазването на банатската българска общност в България да стъпи на по-широка основа в съвместната работа с различни институции при много по-добра координация и по-ефективно приложение на организаторските ѝ умения.
През февруари 2016 г. Светлана започва работа в Държавната агенция за българите в чужбина и работи там до 2018 г. Дейността ѝ основно е насочена към помагане и съдействие на българите в Украйна.
След 2018 г. Светлана Караджова съсредоточава дейността си към Дружеството на банатските българи в България като я разширява с включване на фолклора на общността, най-вече танците. Още през 2016 г. в София тя създава танцов състав от млади съмишленици, след това и детска група. От 2019 г. фолклорната формация е именувана Ансамбъл „Фалмис“. В сътрудничество с Унгарския и Полския културни центрове в София и ръководени от професионален хореограф, танцьорите изнасят концерти в страната и чужбина.
Друго направление е продължаването на събиране на информация за банатските българи и популяризирането ѝ с конференции и публикации. Съвместно с Института по етнология и фолклористика с етнографски музей към БАН и с Държавната агенция за българите в чужбина е издаден сборникът „Банатските българи - преди и сега“. Изданието съдържа статии от научни работници и краеведи банатски българи от България и Румъния. Сборникът е представен пред обществеността на специална конференция в София през 2019 г, а през 2020 г. и в с. Стар Бешенов в Румъния.
Трето направление е засилване на връзките на Дружеството с Католическата църква в България, която има съществен принос в опазване на българската идентичност на банатските българи. След 2016 г. Католическа енория „Св. Йосиф“ в София отваря своя комплекс за много от дейностите на дружеството. От 2019 г. по предложение на Светлана Караджова дружеството добавя в наименованието си „Фалмис“ – поздрав с религиозно значение, обичаен сред банатските българи. Финансирането на дейността на дружеството е изцяло от членовете на дружеството, други банатски българи и личности, организации и институции извън банатската българска общност.